# Boriza fuscitincta
Boriza fuscitincta är en fjärilsart som beskrevs av Paul Dognin 1916. Boriza fuscitincta ingår i släktet Boriza och familjen tandspinnare. Inga underarter finns listade i Catalogue of Life.